# Helena Kennedy
Helena Ann Kennedy, Baronesa Kennedy de The Shaws, KC, FRSA, HonFRSE (Glasgow, 12 de maio de 1950), é uma advogada escocesa, locutora e membro trabalhista da Câmara dos Lordes. Ela foi diretora do Mansfield College, de Oxford, entre 2011 e 2018.

## Infância e educação
Helena Ann Kennedy nasceu em 12 de maio de 1950, em Glasgow, na Escócia, sendo uma das quatro filhas de Mary Veronica (nascida Jones) e Joshua Patrick. Seus pais eram ativistas trabalhistas comprometidos e católicos romanos devotos. Seu pai, impressor do Daily Record, era dirigente sindical.
Ela frequentou a Escola Secundária Holyrood em Glasgow, onde foi nomeada monitora-chefe. Ela estudou Direito no Council of Legal Education, em Londres.

## Carreira jurídica
Em 1972, Helena Kennedy foi chamada ao bar do Gray's Inn. Entre seus muitos casos, ela atuou como advogada júnior da assassina de crianças Myra Hindley durante seu julgamento de 1974 por conspirar para escapar da prisão de Holloway.

## Política
Helena Kennedy se rebela contra seu partido na Câmara dos Lordes com mais frequência do que qualquer outro dos lordes, tendo uma taxa de dissidência de 33,3%. Ela foi presidente da Charter 88 (1992–1997) e é intimamente afiliada à instituição de caridade educacional Common Purpose. Em 2020, ela trabalhou com o deputado conservador Iain Duncan Smith e o ativista democrático Luke de Pulford para criar o grupo de pressão global Aliança Interparlamentar sobre a China. Em março de 2021, a China impôs sanções a ela. As sanções foram condenadas pelo Primeiro-Ministro e levaram o Ministro dos Negócios Estrangeiros a convocar o embaixador chinês.

## Academia
Helena Kennedy tornou-se a primeira Chanceler da Oxford Brookes University, servindo de 1994 a 2001. Helena foi eleita diretora do Mansfield College, Oxford, em julho de 2010, tendo atuado desde setembro de 2011. Ela se aposentou em 2018 e tornou-se Chanceler da Sheffield Hallam University em 26 de julho de 2018.

## Vida pessoal
De 1978 a 1984, Helena morou com o ator Iain Mitchell, e juntos tiveram um filho. Em 1986, Helena Kennedy casou-se com Iain Louis Hutchison, um cirurgião, com quem tem uma filha e um filho.
Helena Kennedy assiste regularmente à missa e professa que o seu catolicismo romano "continua a ser parte de quem eu sou", embora evite os seus valores mais tradicionais.
Em 2023, Helena Kennedy participou da coroação do rei Charles e da rainha Camilla na Abadia de Westminster, carregando o bastão da rainha consorte com Dove.

## Honras
Helena Kennedy recebeu vários prêmios acadêmicos, incluindo:
- Membro da Royal Society of Arts (FRSA)[carece de fontes?]
- Membro do City and Guilds of London Institute (FCGI)[carece de fontes?]
- Membro da Académie Universelle des Cultures (Paris)[carece de fontes?]
- Membro Honorário, Royal College of Psychiatrists, 2005[carece de fontes?]
- Membro Honorário, Royal College of Pediatrics and Child Health, 2005[carece de fontes?]
- Membro Honorário, Instituto de Estudos Jurídicos Avançados[carece de fontes?]
- Membro Honorário, Lucy Cavendish College, Universidade de Cambridge, 2010[12]
- Membro Honorário, Escola de Estudos Orientais e Africanos (SOAS), 2011[carece de fontes?]
- Doutor Honorário em Direito, Plymouth University, 2012[13]
- Membro Honorário da Royal Society of Edinburgh (HonFRSE), 2014[14]
- Ela foi reconhecida como uma das 100 mulheres da BBC em 2021.[15]
- Ela foi escolhida para carregar o Bastão da Rainha na Procissão Real na Coroação de Carlos III e Camilla como Sargento de Armas.[16]

## Na televisão
- Criadora de Justiça Cega, BBC TV, 1987[carece de fontes?]
- Apresentadora de Heart of the Matter, BBC TV, 1987
- After Dark, Canal 4 e BBC4, 1987–2003[carece de fontes?]
  - Kennedy apresentou muitas edições desta série, incluindo "Do Men Have To Be Violent" de 1991, com Oliver Reed embriagado que a insultou verbalmente e tentou beijar a feminista Kate Millett, bem como o especial de 1995 "Ireland: Sex & Celibacy, Church & State", que incluiu uma aparição não programada de última hora da cantora Sinéad O'Connor.[carece de fontes?]
- Apresentadora de Raw Deal on Medical Negligence, BBC TV, 1989[carece de fontes?]
- Apresentadora de O julgamento de 'Lady Chatterley's Lover', BBC Radio 4, 1990[carece de fontes?]
- Apresentadora de Time Gentlemen, Please, BBC Scotland, 1994 (Vencedor, categoria Television Program Award, 1994 Industrial Journalism Awards)[carece de fontes?]
- Comissária, BAFTA Inquérito sobre o futuro da BBC, 1990[carece de fontes?]

## Compromissos
- Presidente, Fundação Helena Kennedy[carece de fontes?]
- Presidente do Conselho, os Governadores da Escola de Estudos Orientais e Africanos (SOAS) [17]
- Presidente, Almoço Mulheres do Ano (2010–2015) [18]
- Presidente, JUSTIÇA[carece de fontes?]
- Presidente do Conselho de Governadores do United World College of the Atlantic[carece de fontes?]
- Presidente, Ajuda Médica aos Palestinos[carece de fontes?]
- Patrona, Burma Campaign UK, o grupo com sede em Londres que faz campanha pelos direitos humanos e pela democracia na Birmânia[carece de fontes?]
- Membro do Conselho de Notícias e Mídia Independentes[carece de fontes?]
- Administrador, Fundação KPMG[carece de fontes?]
- Chanceler da Oxford Brookes University (1994–2001)[carece de fontes?]
- Chanceler da Sheffield Hallam University (nomeado em 2018)[19]
- Presidente, Conselho Britânico (1998–2004)[carece de fontes?]
- Presidente, Comissão de Genética Humana (1998–2007)[carece de fontes?]
- Presidente do National Children's Bureau (1998–2005)[carece de fontes?]
- Kennedy presidiu a Power Commission (novembro de 2005 – março de 2006), que examinou o problema do desligamento democrático no Reino Unido . Foi produzido um relatório que destacou o “Mito da Apatia” e a falta de envolvimento político[carece de fontes?]
- Chair of Power 2010, que visava levar adiante os conceitos por trás da Comissão de Energia para as Eleições Gerais de 2010 no Reino Unido[carece de fontes?]
- Membro do Conselho Consultivo Externo do Instituto do Banco Mundial[carece de fontes?]
- Membro do conselho do Museu Britânico[carece de fontes?]
- Membro do Painel de Peritos Jurídicos de Alto Nível sobre Liberdade dos Meios de Comunicação Social[20]
- Vice-presidente da Sociedade Haldane[carece de fontes?]
- Vice-presidente da Associação de Mulheres Advogadas[carece de fontes?]
- Patrona, Festival Internacional de Teatro de Londres[21] liftfestival.com
- Patrona, Instituto de Aprendizagem (IfL) http://www.ifl.ac.uk[carece de fontes?]
- Patrona, Liberdade[carece de fontes?]
- Patrona, UNLOCK, Associação Nacional de Ex-Infratores[carece de fontes?]
- Patrona, Debt Doctors Foundation UK (DD-UK)[carece de fontes?]
- Patrona, Tower Hamlets Summer University[carece de fontes?]
- Patrona, Rights Watch (Reino Unido)[carece de fontes?]
- Patrocinadora da SafeHands for Mothers, uma instituição de caridade com sede no Reino Unido cuja missão é melhorar a saúde materna e neonatal, aproveitando o poder do visual, através da produção de filmes.[22]
- Presidente da Comissão de Inquérito sobre Violência em Instituições Penais para Jovens da Howard League (o relatório final, Banged Up, Beaten Up, Cutting Up, publicado em 1995)[carece de fontes?]
- Presidente da Comissão de Inquérito do Reading Borough Council sobre os aspectos de saúde, meio ambiente e segurança do Estabelecimento de Armas Atômicas em Aldermaston (relatório final Segredo versus Segurança, publicado em 1994)[carece de fontes?]
- Presidente, Royal Colleges of Pathologists' and of Pædiatrics' Inquiry into Sudden Infant Death (produzindo um protocolo para a investigação de tais mortes em 2004)[carece de fontes?]
- Membro do Conselho Consultivo do Centro de Política Externa[carece de fontes?]
- Ex-membro do Reino Unido da Força-Tarefa sobre Terrorismo da Ordem dos Advogados Internacional[carece de fontes?]
- Como Comissária da Comissão Nacional de Educação, ela presidiu um comitê sobre o alargamento da participação na educação continuada e o relatório da comissão, Learning Works, publicado em 1997.[carece de fontes?]
- Presidente, Fundação Booker Prize (2015–2020) [23]
- Vice-presidente da Campanha pela Igualdade Homossexual (desde 2017) [24]

## Honras cívicas
- Criou uma colega vitalícia como Baronesa Kennedy de The Shaws, de Cathcart na cidade de Glasgow em 27 de outubro de 1997.[25]
- Grã-Cruz da Ordem do Mérito da República Italiana em 23 de março de 2004.[26]
- Comendador da Ordem das Palmas Acadêmicas (2006).